# سفارة الولايات المتحدة في كمبوديا
سفارة الولايات المتحدة في كمبوديا هي أرفع تمثيل دبلوماسي لدولة الولايات المتحدة لدى كمبوديا. تقع السفارة في بنوم بنه وهي تهدف لتعزيز المصالح الأمريكية في كمبوديا.

## وصلات خارجية
- قائمة سفارات الولايات المتحدة
- قائمة السفارات في كمبوديا